# Flachblatt-Mannstreu
Der Flachblatt-Mannstreu (Eryngium planum), auch Flachblatt-Edeldistel oder Flachblättriger Mannstreu genannt, ist eine Pflanzenart aus der Gattung Mannstreu (Eryngium) innerhalb der Familie der Doldenblütler (Apiaceae). Sie ist in Mittel-, Südost- und Osteuropa sowie in Asien weitverbreitet, wird als Zierpflanze kultiviert und ist teilweise verwildert.

## Beschreibung

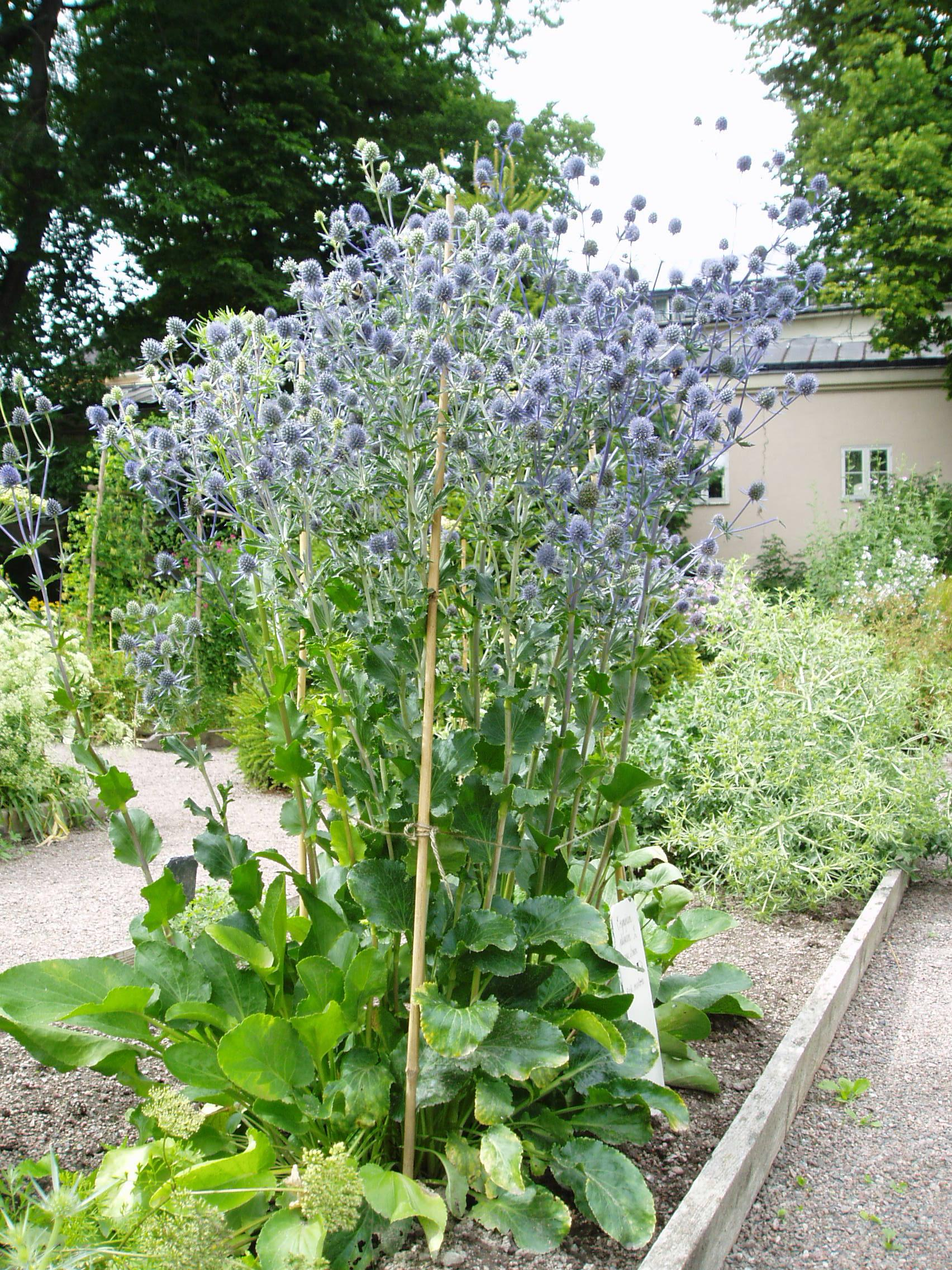
Habitus, Laubblätter und Blütenstand

### Vegetative Merkmale
Der Flachblatt-Mannstreu wächst als ausdauernde krautige Pflanze und erreicht Wuchshöhen von 40 bis 70, manchmal von 30 bis zu 100 Zentimetern. Die oberirdischen Pflanzenteile sind distelartig. Die oberen Pflanzenteile sind blau überlaufen. Der Stängel ist steif aufrecht, oben verzweigt und gerillt.
Die ungeteilten, länglichen bis eilänglichen Grundblätter sind lang gestielt und dornig gezähnt. Der Spreitengrund der Grundblätter ist herzförmig. Die Blattspreite ist bis 15 Zentimeter lang und bis 7 Zentimeter breit. Die unteren Stängelblätter sind kurz gestielt, ungeteilt oder seicht gelappt und am Rand gesägt. Die oberen Stängelblätter sind sitzend und handförmig drei- bis fünfteilig und gesägt.

### Generative Merkmale
Die Blütezeit reicht in Mitteleuropa von Juni bis September, manchmal bis Oktober. Der meist blaue bis lilafarbene, 1 bis 1,5 Zentimeter lange, fast kugelige, köpfchenförmige Teilblütenstand ist am Grund von fünf bis acht Hüllblättern umgeben. Die 1,5 bis 6 Zentimeter langen, abstehenden oder zurückgeschlagenen Hüllblätter sind ganzrandig bis entfernt dornig-gesägt. Die Spreublätter sind ganzrandig oder dreispitzig und 5 bis 6 Millimeter lang.
Die zwittrigen Blüten sind fünfzählig. Die fünf Kelchblätter laufen in eine dornige Stachelspitze aus. Die fünf blauen Kronblätter sind etwa 2 Millimeter lang. Es ist nur ein Kreis mit fünf Staubblättern vorhanden. Es sind zwei Griffel vorhanden.
Die Frucht ist abgeflacht-eiförmig und mit dem Kelch 5 bis 6 Millimeter lang. Die Teilfrüchte sind etwa bis zur Mitte mit schmalen, sehr spitzen Schuppen bekleidet.

### Chromosomenzahl
Die Chromosomenzahl beträgt 2n = 16.

## Ökologie

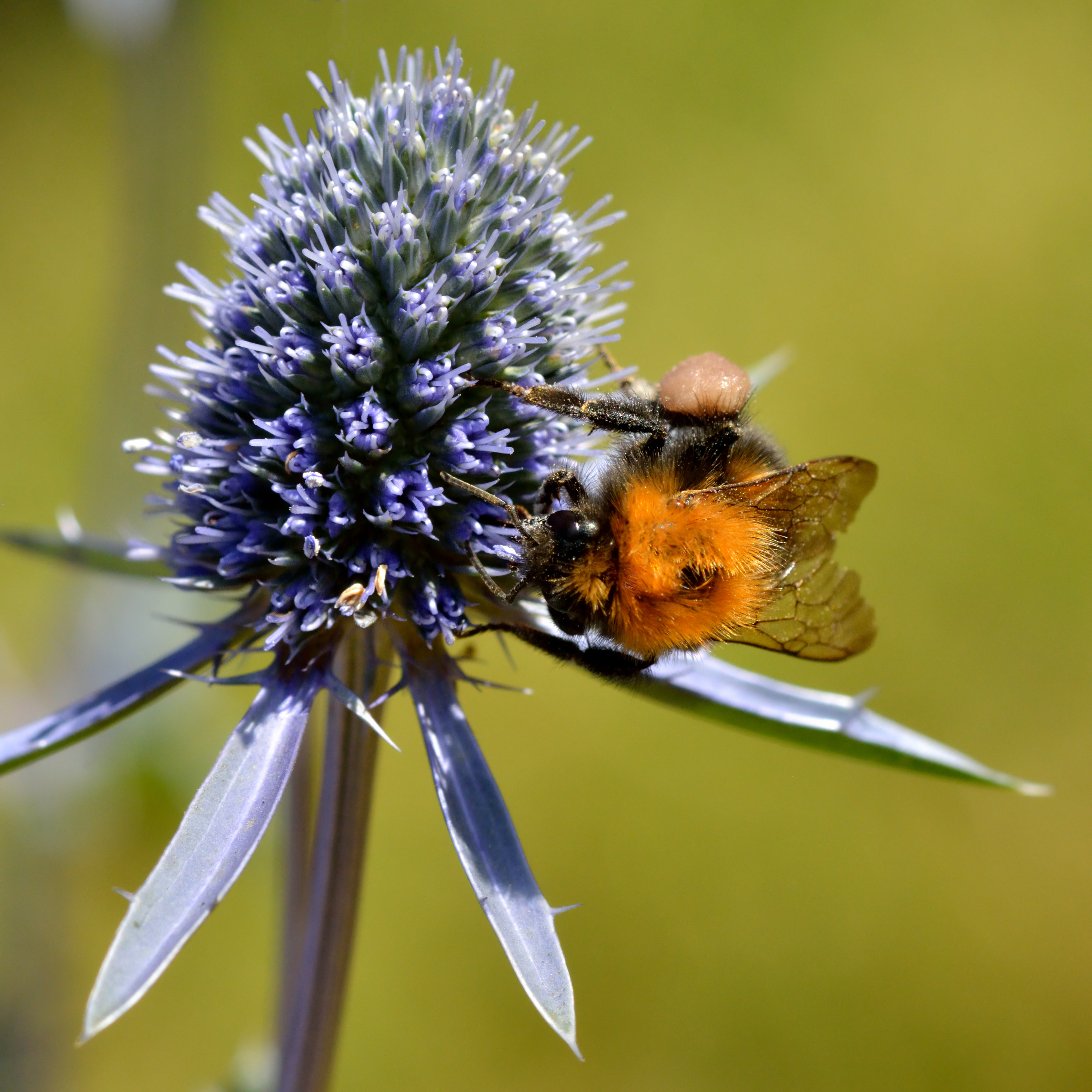
Flachblatt-Mannstreu mit Baumhummel (Bombus hypnorum) als Blütenbesucher

Beim Flachblatt-Mannstreu handelt es sich um einen Hemikryptophyten.
Die Bestäubung erfolgt durch Insekten oder Selbstbestäubung.
Die Ausbreitung der Diasporen erfolgt durch den Wind oder Klettausbreitung.

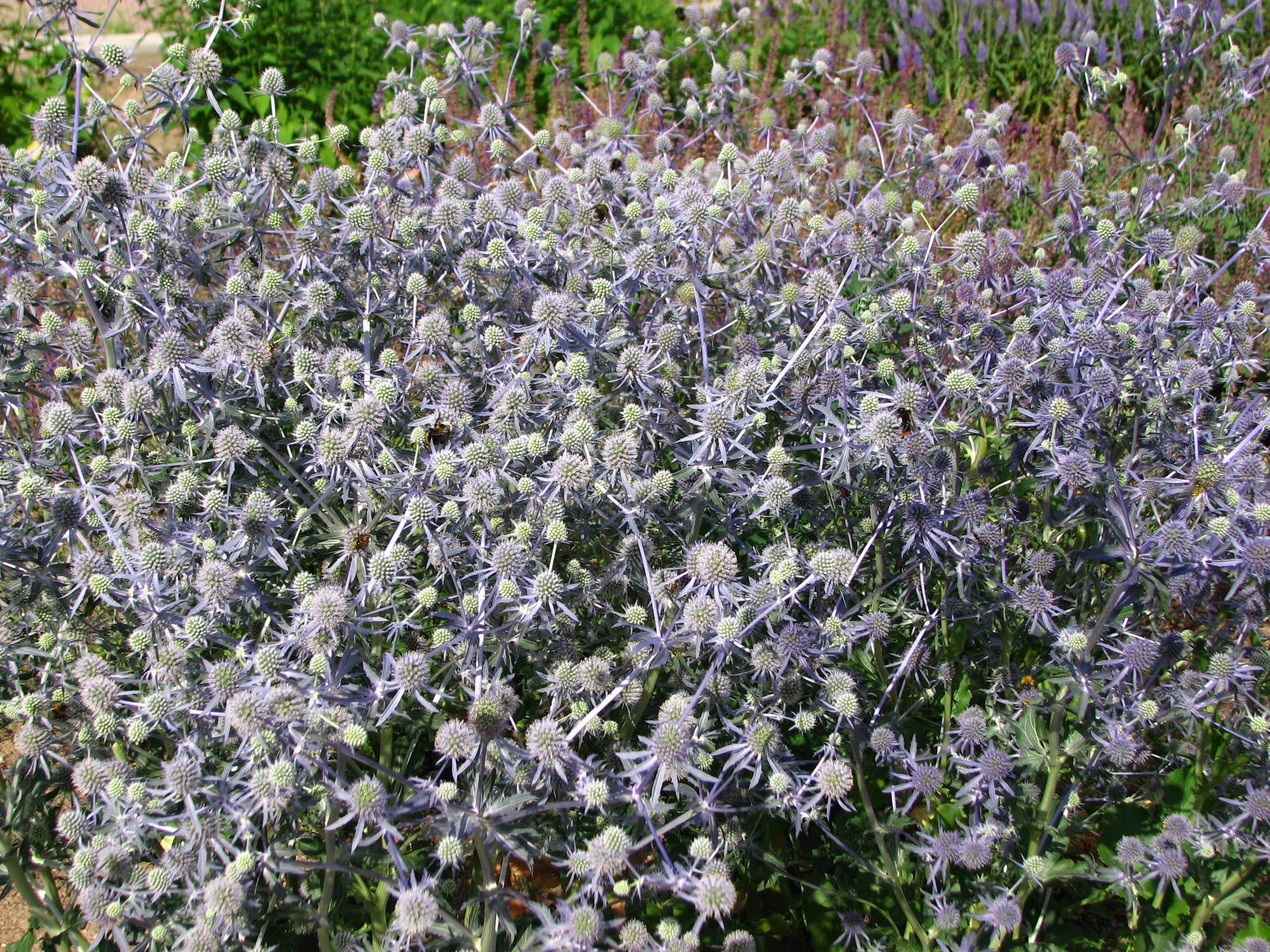
Bestand

## Vorkommen und Gefährdung
Sie ist in Mittel-, Südost- und Osteuropa sowie in Asien weitverbreitet. Das Verbreitungsgebiet des Flachblatt-Mannstreus reicht von Mitteleuropa bis Sibirien, der Mongolei und dem westlichen Himalaja. Es gibt Fundortangaben für Deutschland, Tschechien, Polen, Österreich, Ungarn, die Slowakei, das europäische Russland, Ukraine, Moldawien, Belarus, Rumänien, Serbien, Türkei, Armenien, Aserbaidschan, den Kaukasusraum, das westliche Sibirien, Kasachstan, die Mongolei, den westlichen Himalaja und Xinjiang. Im deutschsprachigen Raum tritt die Art in Österreich und Deutschland auf. In Nordamerika und in Nordeuropa ist Eryngium planum ein Neophyt.
In Österreich sind sehr seltene Vorkommen nur aus dem pannonischen Gebiet bekannt. Hier tritt die Art in Niederösterreich (im Marchtal) sowie unbeständig oder höchstens lokal eingebürgert in Wien, Oberösterreich, der Steiermark und Kärnten auf. Als Standorte dienen wechselfeuchte Wiesen, Weiderasen, Flussufer und Dämme in der collinen Höhenstufe. Der Flachblatt-Mannstreu gedeiht am besten auf sandigen Böden. Sie wächst in Pflanzengesellschaften der Ordnung Corynephoretalia. In Deutschland und in Österreich gilt der Flachblatt-Mannstreu als „vom Aussterben bedroht“.

## Taxonomie
Die Erstveröffentlichung von Eryngium planum erfolgte 1753 durch Carl von Linné in Species Plantarum, Tomus I, S. 233. Das Artepitheton planum bedeutet flach.